# David Brown (producent)
 For alternative betydninger, se David Brown. (Se også artikler, som begynder med David Brown)
David Brown (28. juli 1916 − 1. februar 2010 på Manhattan, i New York City, New York i USA) var en amerikansk filmproducer, forfatter og journalist. 

## Karriere
En del af filmene har han produceret sammen med Richard D. Zanuck, og har også arbejdet sammen med f.eks. Steven Spielberg.
Hans virke spænder fra gyserfilm som Dødens gab til den romantiske film Chocolat. Han blev nomineret til en Oscar 4 gange.
 Dette afsnit eller denne liste er kun påbegyndt. Hvis du ved mere om emnet, kan du hjælpe Wikipedia ved at tilføje mere.

## Udvalgt filmografi

### Medproducent
- Slangemanden (1973)
- Sidste stik (1973)
- The Black Windmill (1974)
- The Sugarland Express (1974)
- Dødens gab (1975)
- Dødens gab 2 (1978)
- Øen (1980)
- Elsk din nabo (1981)
- Dommen (1982)
- Cocoon (1985)
- Forfulgt af fortiden (1985)
- Cocoon: The Return (1988)
- Et spørgsmål om ære (1992)
- The Player (1992)
- The Cemetery Club (1993)
- Rich in Love (1993)
- Kiss the Girls (1997)
- The Saint (1997)
- Deep Impact (1998)
- Angelas aske (1999)
- Chocolat (2000)
- Edderkoppens spind (2001)
- The Importance of Being Earnest (2002)